# 科普利鎮區 (伊利諾伊州諾克斯縣)
科普利鎮區（英語：Copley Township）是位於美國伊利諾伊州諾克斯縣的一個行政鎮區。

## 地方資料
根據2010年美國人口普查的數據，科普利鎮區的面積為91.90平方千米，當中陸地面積為90.80平方千米，而水域面積為1.10平方千米。當地共有人口337人，而人口密度為每平方千米3.67人。